# Ulla Schmidt
Pour les articles homonymes, voir Schmidt.
Ursulla « Ulla » Schmidt, née Radermacher à Aix-la-Chapelle le 4 janvier 1949, est une femme politique allemande qui appartient au Parti social-démocrate d'Allemagne (SPD).

## Biographie

### Formation et carrière dans l'enseignement
Elle obtient son Abitur en 1968 à Aix-la-Chapelle et s'inscrit simultanément à l'université technique de Rhénanie-Westphalie à Aix-la-Chapelle, pour y étudier la psychologie, et à l'école pédagogique de la ville, pour y suivre une formation de professeur des écoles.
Elle réussit son premier diplôme pédagogique d'État en 1974 et passe le second avec succès en 1976. Elle commence alors à travailler avec des enfants en difficulté scolaire à Stolberg, une ville moyenne du sud-ouest de la Rhénanie-du-Nord-Westphalie.

### Spécialisation professionnelle
En 1980, elle s'inscrit à l'université à distance de Hagen pour suivre une formation à l'enseignement aux enfants handicapés. Elle termine sa formation en 1984. En 1985, elle devient professeur dans une école de soutien aux parents dans l'arrondissement d'Aix-la-Chapelle.

### Débuts en politique
Lors des élections fédérales de 1976, Ulla Schmidt se présente en deuxième position sur la liste du Land de Rhénanie-du-Nord-Westphalie pour la Ligue communiste d'Allemagne de l'Ouest, un parti maoïste. Elle adhère SPD en 1983. 
Élue au conseil municipal d'Aix en 1989, elle est choisie comme porte-parole du groupe SPD pour les questions de logement. Lors des élections fédérales du 2 décembre 1990, elle est élue députée de Rhénanie-du-Nord-Westphalie au Bundestag. Nommée l'année suivante présidente du groupe de travail du groupe SPD sur l'Égalité entre les hommes et les femmes, elle entre ainsi au comité directeur du groupe parlementaire.

### Ascension
Aux élections fédérales du 27 septembre 1998, elle se fait élire dans la 53e circonscription fédérale, une bastion chrétien-démocrate, avec 47,3 % des voix. Le SPD accédant au pouvoir dans le cadre d'une coalition avec l'Alliance 90 / Les Verts (Grünen) conduite par Gerhard Schröder, elle accède aux fonctions de vice-présidente du groupe parlementaire. Elle est alors chargée du Travail, des Affaires sociales, des Femmes, de la Famille et des Personnes âgées.
Elle siège également à la commission de conciliation entre le Bundestag et le Conseil fédéral et au conseil d'administration de la télévision publique ZDF.

### Membre du gouvernement
La crise de la vache folle amène à un remaniement ministériel du 12 janvier 2001. Ulla Schmidt se voit ainsi nommée ministre fédérale de la Santé par Gerhard Schröder. Après avoir été réélue aux élections fédérales du 22 septembre 2002 avec 47,4 % des suffrages, elle est reconduite dans le cabinet Schröder II un mois plus tard. À cette occasion, elle obtient les compétences en matière de politique sociale issue du démantèlement du ministère fédéral du Travail et prend le titre de « ministre fédérale de la Santé et de la Sécurité sociale ».
Aux élections fédérales anticipées du 18 septembre 2005, elle conserve son siège avec un score en baisse, 40,5 %. Le 22 novembre suivant, la chrétienne-démocrate Angela Merkel forme un gouvernement de grande coalition dans lequel elle redevient « ministre fédérale de la Santé », le ministère fédéral du Travail ayant été recréé. En juillet 2009, elle se trouve au cœur d'une polémique après le vol de sa voiture de fonctions à Alicante, en Espagne, où elle se trouvait en vacances.

### Le retour au Bundestag
Bien que battue dans sa circonscription aux élections fédérales du 27 septembre 2009, elle continue de siéger au Bundestag grâce au scrutin de liste. Elle rejoint alors la commission de la Culture et des Médias, quittant le gouvernement le 27 octobre suivant. Ayant passé huit ans et neuf mois et demi au ministère fédéral de la Santé, elle y établit le record de longévité. À la suite des élections fédérales du 22 septembre 2013, au cours desquelles elle échoue à se faire réélire au scrutin majoritaire tout en conservant son mandat, elle se voit désignée vice-présidente du Bundestag le 22 octobre, sur proposition du groupe SPD et en tandem avec Edelgard Bulmahn.